# Suso
Suso (właśc. Jesús Joaquín Fernández Sáez de la Torre, ur. 19 listopada 1993 r. w Kadyksie) – hiszpański piłkarz występujący na pozycji napastnika w hiszpańskim klubie Sevilla FC oraz w reprezentacji Hiszpanii, mistrz Europy do lat 19.

## Kariera klubowa
Suso, począwszy od wieku 12 lat znajdował się w systemie szkolenia młodzieży klubu Cádiz CF w rodzinnym Kadyksie. Mając 15 lat po raz pierwszy został wybrany zawodnikiem meczu podczas przedsezonowego meczu towarzyskiego.
Latem 2010 roku przeniósł się do akademii Liverpoolu, odrzucając w międzyczasie oferty Barcelony i Realu Madryt. Powiedział wówczas „Zamierzałem podpisać umowę z Realem Madryt, jednak dzień przed tym telefon zadzwonił i odezwał się Rafael Benítez. Przekonał mnie, że Liverpool to klub dla mnie i po tej rozmowie musiałem zmienić plany. Chciałem przyjechać do Liverpoolu”. Ówczesny trener młodzieży ekipy z Kadyksu, Quique González opisał Suso następującymi słowami: „Świetny chłopak, dobry strzał, jego przegląd gry jest świetny a podania wyśmienite”.
Suso zaliczył występ w pierwszej drużynie w przedsezonowym sparingu z Borussią Mönchengladbach 1 sierpnia 2010 roku, jak również wziął udział w meczu pamiątkowym Jamiego Carraghera 4 września 2010 roku. Oficjalnie kontrakt z angielskim klubem podpisał w dniu swoich 17 urodzin (wcześniej był do Liverpoolu wypożyczony). Niemniej w trakcie meczów o stawkę trenował i grał z drużyną rezerw (dawna akademia). W sezonie 2010/2011 wystąpił w 17 meczach rezerw (ex aequo najwięcej w drużynie), zdobywając w nich 3 bramki. W kolejnym roku zdobył 5 bramek (w 17 spotkaniach) dokładając do tego pięć kolejnych meczów w ramach rozgrywek NextGen Series.
Latem 2012 roku młody Hiszpan wziął udział w serii amerykańskich sparingów Liverpoolu rozgrywanych w lipcu 2012 roku. Do drużyny dołączył dwa dni po zdobyciu mistrzostwa Europy do lat 19. Po niezbyt udanym okienku transferowym, w którym Liverpoolowi nie udało się pozyskać napastnika Fulham Clinta Dempseya, menedżer the Reds Brendan Rodgers ujawnił, że więcej szans w takiej sytuacji dostawać będą zawodnicy dotąd grający w drużynie młodzieżowej. Suso był jedynym graczem wymienionym w tej wypowiedzi z imienia.
W oficjalnym meczu pierwszej drużyny zadebiutował 20 września 2012 roku w rozgrywanym w Bernie meczu fazy grupowej Ligi Europy z BSC Young Boys. Spotkanie zakończyło się wynikiem 3:5 dla gości. Trzy dni później zadebiutował w Premier League, zastępując Fabia Boriniego w przerwie przegranego 1:2 meczu z Manchesterem United. Już po kilkudziesięciu sekundach od wejścia na boisko miał udział w bramce zdobytej przez Stevena Gerrarda. 19 października 2012 roku podpisał nowy, długoterminowy kontrakt z klubem.
12 lipca 2013 r. został wypożyczony do hiszpańskiej Almeríi, gdzie w całym sezonie wystąpił w 33 meczach, strzelając 3 bramki.
Po powrocie z wypożyczenia zdobył swoją pierwszą bramkę dla The Reds, w meczu pucharu ligi z Middlesbrough.
W połowie stycznia 2015 roku, na pół roku przed końcem kontraktu z Liverpoolem, Hiszpan przeniósł się do włoskiego klubu A.C. Milan, z którym podpisał umowę obowiązującą do końca sezonu 2018/2019.

## Kariera reprezentacyjna

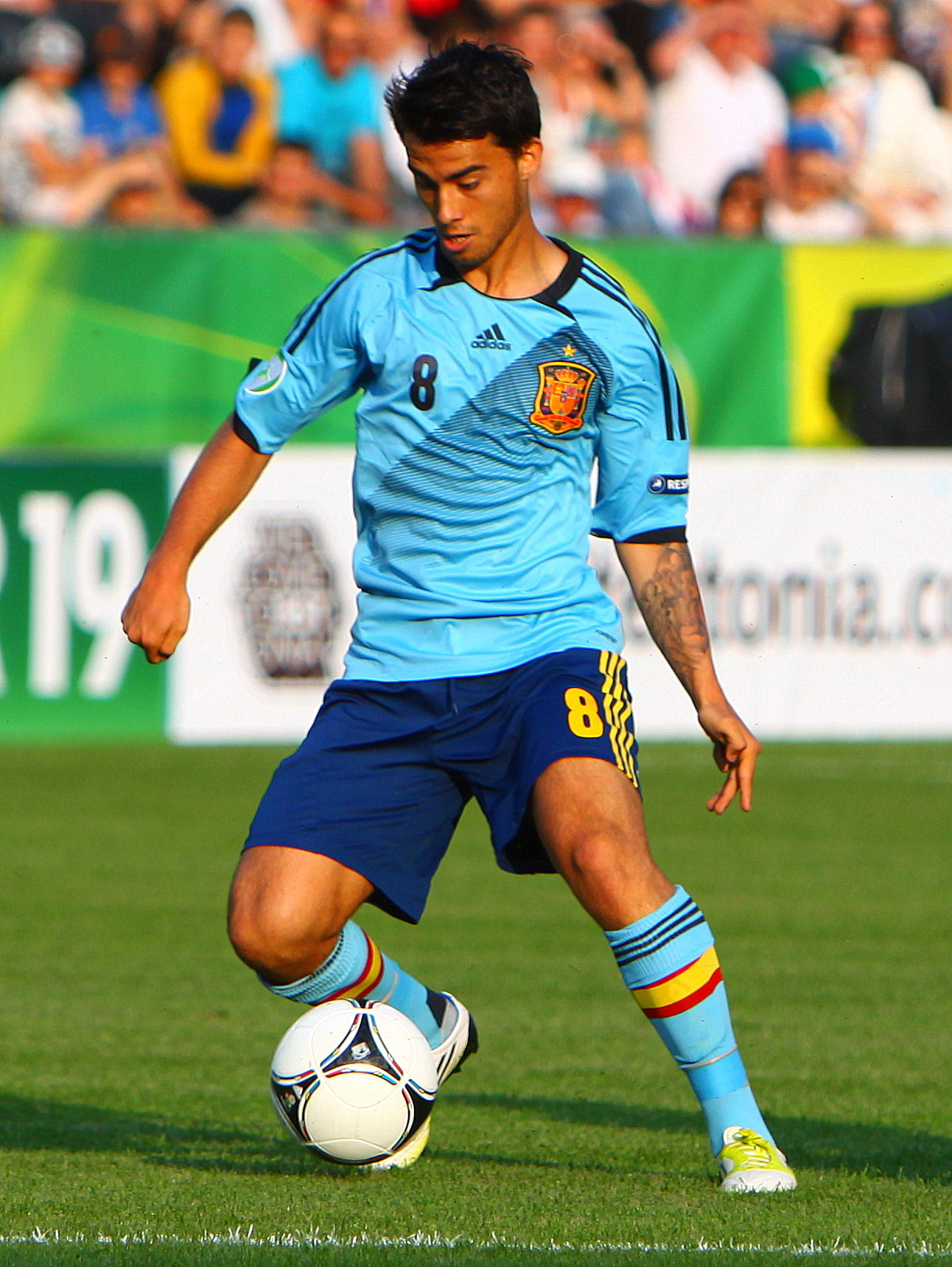

Suso nigdy nie otrzymał powołania do reprezentacji do lat 16, jednak 16 października 2009 roku zadebiutował w drużynie U-17. Od tego czasu występuje w kolejnych kategoriach wiekowych (U-18 i U-19) reprezentacji Hiszpanii. W lipcu 2012 roku wraz z kadrą do lat 19 zdobył złoto podczas rozgrywanych w Estonii Mistrzostwach Europy. W trakcie turnieju wystąpił w podstawowym składzie we wszystkich meczach swojej reprezentacji.
13 listopada 2012 roku zadebiutował w barwach reprezentacji Hiszpanii do lat 21, w meczu towarzyskim z reprezentacją Włoch.
14 listopada 2017 zadebiutował w dorosłej kadrze w zremisowanym 3:3 meczu towarzyskim z Rosją.

## Statystyki kariery
Aktualne na dzień 16 sierpnia 2023 r.
| 2012/13            | Liverpool          | Premier League     | 14  | 0  | 1  | 0 | 1 | 0 | 4  | 0 | 20  | 0  |
| 2013/14            | UD Almería (wyp.)  | Primera División   | 33  | 3  | 0  | 0 | — | — | —  | — | 33  | 3  |
| 2014/2015 (j., w.) | Liverpool          | Premier League     | 0   | 0  | 0  | 0 | 1 | 1 | 0  | 0 | 1   | 1  |
| 2014/2015 (j., w.) | A.C. Milan         | Serie A            | 5   | 0  | 1  | 0 | — | — | —  | — | 6   | 0  |
| 2015/16            | A.C. Milan         | Serie A            | 1   | 0  | 1  | 0 | — | — | —  | — | 2   | 0  |
| 2015/16            | Genoa CFC (wyp.)   | Serie A            | 19  | 6  | 2  | 0 | — | — | —  | — | 21  | 6  |
| 2016/17            | A.C. Milan         | Serie A            | 34  | 7  | 2  | 0 | — | — | —  | — | 37  | 7  |
| 2017/18            | A.C. Milan         | Serie A            | 35  | 6  | 5  | 1 | — | — | 10 | 1 | 50  | 8  |
| 2018/19            | A.C. Milan         | Serie A            | 35  | 7  | 2  | 0 | — | — | 4  | 1 | 41  | 8  |
| 2019/20            | A.C. Milan         | Serie A            | 16  | 1  | 1  | 0 | — | — | —  | — | 17  | 1  |
| 2019/20            | FC Sevilla (wyp.)  | Primera Division   | 17  | 1  | 0  | 0 | — | — | 6  | 1 | 23  | 2  |
| 2020/21            | FC Sevilla         | Primera Division   | 34  | 3  | 5  | 0 | — | — | 4  | 1 | 44  | 4  |
| 2021/22            | FC Sevilla         | Primera Division   | 8   | 0  | 0  | 0 | — | — | 4  | 0 | 12  | 0  |
| 2022/23            | FC Sevilla         | Primera Division   | 25  | 2  | 4  | 0 | — | — | 14 | 1 | 43  | 3  |
| 2023/24            | FC Sevilla         | Primera Division   | 1   | 0  | 0  | 0 | — | — | 0  | 0 | 2   | 0  |
| Łącznie w karierze | Łącznie w karierze | Łącznie w karierze | 277 | 36 | 26 | 2 | 2 | 1 | 46 | 5 | 352 | 43 |